# (971) Альсатия
971 Альсатия (1921 LF, 1961 AA, A908 UE) — астероид главного пояса, открытый 23 ноября 1921 года.
Перед присвоением имени носил название (971) 1921 LF. Астероид назван в честь французской исторической области Эльзас.